# St. Laurentius (Rehlingen)

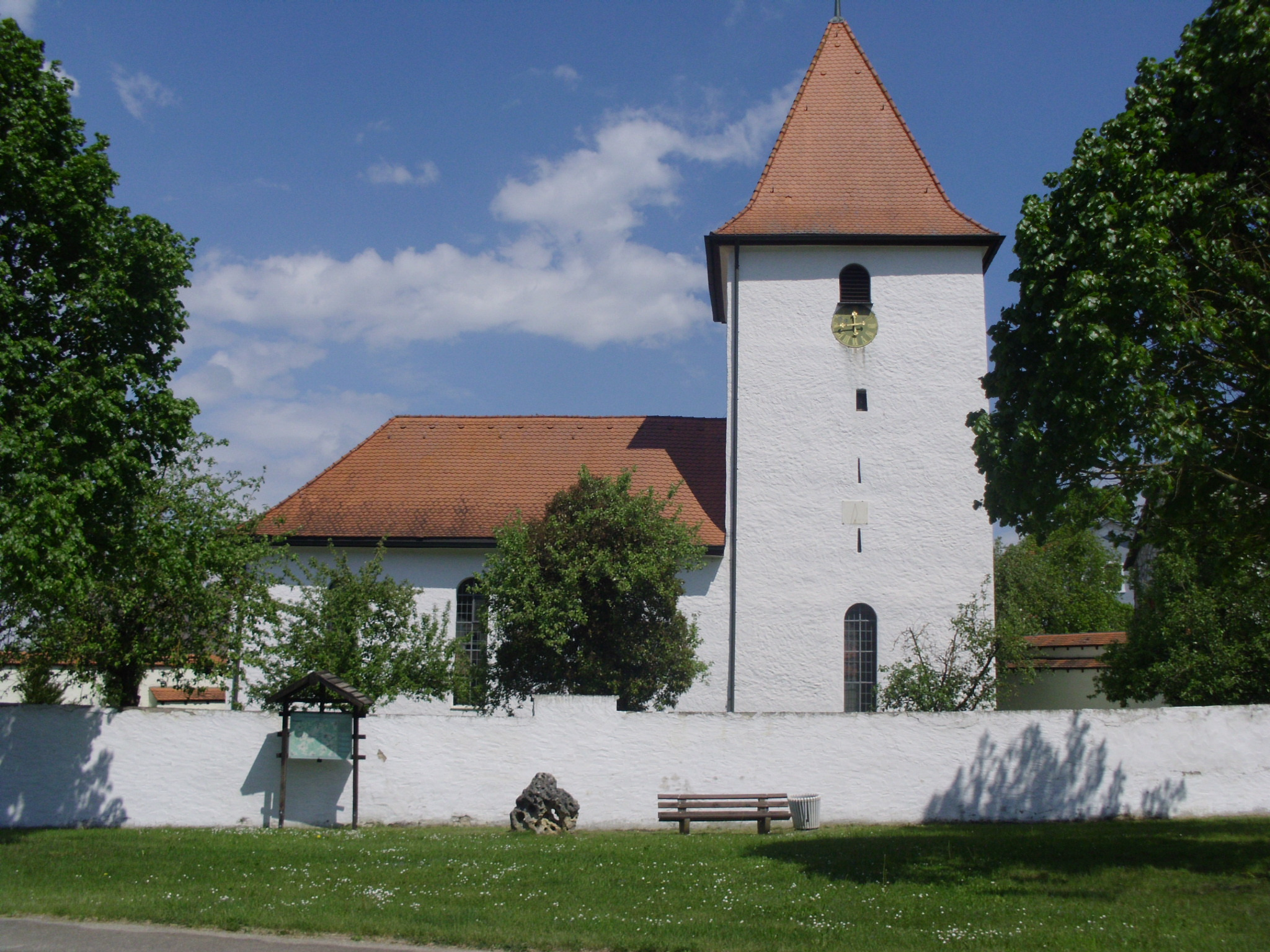
Südseite der St. Laurentius im Mai 2012

Die St.-Laurentius-Kirche ist eine evangelisch-lutherische Wehrkirche in Rehlingen, einem Gemeindeteil von Langenaltheim im mittelfränkischen Landkreis Weißenburg-Gunzenhausen. Sie ist die Pfarrkirche der Pfarrei Rehlingen im Pfarreienverbund Rehlingen-Büttelbronn im Evangelisch-Lutherischen Dekanat Pappenheim. Das Gebäude ist unter der Denkmalnummer D-5-77-148-44 als Baudenkmal in die Bayerische Denkmalliste eingetragen. Die mittelalterlichen und frühneuzeitlichen Befunde im Bereich der Kirche sind zusätzlich als Bodendenkmal unter der Denkmalnummer D-5-7031-0248 eingetragen. Die postalische Adresse lautet Bergstraße 4. Patrozinium der Kirche ist der hl. Laurentius von Rom.

## Geschichte
Bereits im 11. Jahrhundert wurde im Stiftungsbrief des Benediktinerinnenklosters St. Walburg in Eichstätt das Dorf Rehlingen als Kirchdorf bezeichnet. Wann diese Kirche errichtet worden ist, ist unbekannt. 1542 wurde Rehlingen durch die Herrschaft von Pfalz-Neuburg evangelisch reformiert. Im Dreißigjährigen Krieg und im Spanischen Erbfolgekrieg wurde diese Vorgängerkirche stark zerstört. Die heutige Wehr- und Chorturmkirche besitzt einen massiven romanischen Turm, dessen Obergeschoss wie das Langhaus 1752 errichtet worden ist. Das Langhaus wurde dabei über den Überresten des Vorgängerbaus errichtet. Hierbei wurde die Kirche auch neu im Barockstil ausgestattet, unter anderem stammen Altar und Kanzel aus dieser Zeit. 1912 wurde die Orgel südlich neben den Chorbogen versetzt. Von 1958 bis 1960 wurde die Kirche renoviert.

## Ausstattung

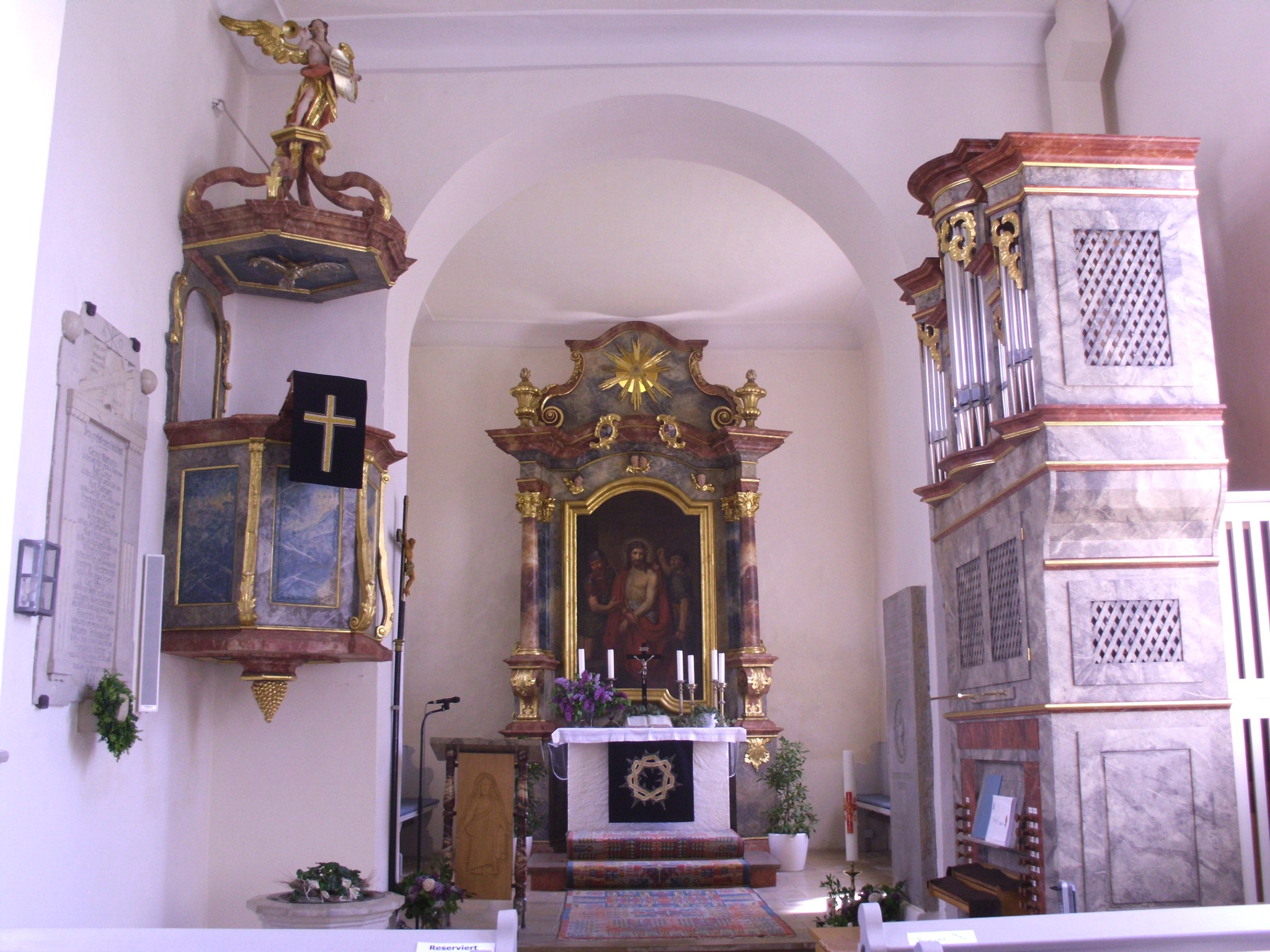
Innenraum der Kirche: Blick auf den Altar; rechts abgeschnitten ist die Orgel

Das Altarbild zeigt den dornengekrönten Christus, gemalt von W. Braun im Jahre 1862. Über dem Altar hängt das Wappen der Marschälle von Pappenheim. Bei der Renovierung von 1958 bis 1960 wurde die Empore umgebaut und die Orgel über einem hohen Sockel neuaufgerichtet.

### Orgel
Der Orgelprospekt datiert aus dem Jahr 1752. Die Orgel selbst wurde 2000 erneuert und stammt von Orgelbau Mühleisen aus Leonberg.
| I Hauptwerk C–f3 |             |       |
| 1.               | Gedackt     | 8′    |
| 2.               | Floth       | 8′    |
| 3.               | Flaudravers | 4′    |
| 4.               | Principal   | 4′    |
| 5.               | Quinta      | 2 ⁄3′ |
| 6.               | Octav       | 2′    |
| 7.               | Mixtur      | 1′    |

| II Brustwerk C–f3 |                |        |
| 8.                | Gedackt        | 8′     |
| 9.                | Flaudeduce     | 4′     |
| 10.               | Spitzfloh      | 2′     |
| 11.               | Nassat         | 2 ⁄3′  |
| 12.               | Tertia         | 1 3⁄5′ |
| 13.               | Quintfloit     | 1 ⁄3′  |
| 14.               | Regal          | 8′     |
|                   | Kanaltremulant |        |

| Pedal C–d1 |         |     |
| 15.        | Subbass | 16′ |

- Koppeln: II/I, I/P, II/P

## Friedhof
Auf dem aufgelassenen, ummauerten Kirchhof sind mehrere Grabdenkmäler des 19. und 20. Jahrhunderts zu sehen. Die mittelalterliche Ummauerung weist zwei Torbögen auf.